# Coppa Korać 1982-1983
La Coppa Korać 1982-1983 di pallacanestro maschile venne vinta, per il secondo anno consecutivo, dal CSP Limoges.

## Risultati

### Turno preliminare
| Team #1            | Agg.      | Team #2               | Andata | Ritorno |
| ------------------ | --------- | --------------------- | ------ | ------- |
| Sparta Bertrange   | 139 - 184 | Pully                 | 69-82  | 70-102  |
| Keravnos           | 122 - 227 | Zadar                 | 61-115 | 61-112  |
| Hapoel Gerusalemme | 179 - 180 | Aris Salonicco        | 113-87 | 66-93   |
| CEP Fleurus        | 142 - 178 | Banco di Roma         | 66-101 | 76-77   |
| Frisa Kortrijk SC  | 179 - 196 | ASPO Tours            | 91-83  | 88-113  |
| Olympiacos Pireo   | 132 - 162 | Elmex Leiden          | 71-70  | 61-92   |
| Īraklīs Salonicco  | 187 - 140 | Basket Mestre         | 85-90  | 77-102  |
| Tofaş Bursa        | 181 - 224 | Stella Rossa Belgrado | 80-96  | 101-128 |
| EB Orthez          | 180 - 92  | Amicale               | 98-50  | 82-42   |
| AEK Atene          | 132 - 157 | Lattesole Bologna     | 72-89  | 60-68   |
| Monaco             | 178 - 165 | OAR Ferrol            | 89-89  | 89-76   |
| Galatasaray        | 175 - 195 | Zalaegerszegi TE      | 101-87 | 74-108  |
| Bayreuth           | 156 - 155 | Royal Anderlecht      | 92-77  | 64-78   |
| Efes Pilsen        | 149 - 156 | Nová huť Ostrava      | 83-80  | 66-76   |
| Karşıyaka SK       | 150 - 156 | Maes Pils Mechelen    | 64-63  | 86-93   |

### Primo turno
| Team #1           | Agg.      | Team #2               | Andata | Ritorno |
| ----------------- | --------- | --------------------- | ------ | ------- |
| Pully             | 195 - 231 | Zadar                 | 98-112 | 97-119  |
| Aris Salonicco    | 146 - 175 | Banco di Roma         | 86-89  | 60-86   |
| ASPO Tours        | 151 - 148 | Elmex Leiden          | 84-80  | 67-68   |
| BBC Nyon          | 151 - 184 | EB Orthez             | 77-93  | 74-91   |
| Lattesole Bologna | 135 - 137 | Monaco                | 73-65  | 62-72   |
| Basket Mestre     | 160 - 173 | Stella Rossa Belgrado | 91-78  | 69-95   |
| Zalaegerszegi TE  | 164 - 181 | CAI Saragozza         | 81-72  | 83-109  |
| Bayreuth          | 156 - 155 | Hapoel Tel Aviv       | 77-70  | 79-85   |
| Nová huť Ostrava  | 169 - 167 | Vevey Basket          | 97-85  | 72-82   |
| ABC Merkur Graz   | 165 - 201 | Maes Pils Mechelen    | 81-92  | 84-109  |

### Quarti di finale
CSP Limoges, Arrigoni AMG Sebastiani Rieti, Dinamo Mosca, Partizan Belgrado, Šibenka e Joventut de Badalona ammesse direttamente al turno successivo.

#### Gruppo A
|    | Squadra               | G | V | P | PF  | PS  | Dif | P.ti |
| -- | --------------------- | - | - | - | --- | --- | --- | ---- |
| 1. | CSP Limoges           | 6 | 5 | 1 | 503 | 482 | +21 | 11   |
| 2. | Banco di Roma         | 6 | 4 | 2 | 519 | 472 | +47 | 10   |
| 3. | Stella Rossa Belgrado | 6 | 3 | 3 | 528 | 509 | +21 | 9    |
| 4. | Nová huť Ostrava      | 6 | 0 | 6 | 445 | 532 | -87 | 6    |

#### Gruppo B
|    | Squadra            | G | V | P | PF  | PS  | Dif | P.ti |
| -- | ------------------ | - | - | - | --- | --- | --- | ---- |
| 1. | Zadar              | 6 | 4 | 2 | 550 | 526 | +24 | 10   |
| 2. | CAI Saragozza      | 6 | 4 | 2 | 510 | 503 | +7  | 10   |
| 3. | ASPO Tours         | 6 | 4 | 2 | 541 | 535 | +6  | 10   |
| 4. | Maes Pils Mechelen | 6 | 0 | 6 | 480 | 517 | -37 | 6    |

#### Gruppo C
|    | Squadra              | G | V | P | PF  | PS  | Dif | P.ti |
| -- | -------------------- | - | - | - | --- | --- | --- | ---- |
| 1. | Dinamo Mosca         | 6 | 4 | 2 | 588 | 578 | +10 | 10   |
| 2. | Monaco               | 6 | 4 | 2 | 550 | 525 | +25 | 10   |
| 3. | Partizan Belgrado    | 6 | 3 | 3 | 576 | 575 | +1  | 9    |
| 4. | Joventut de Badalona | 6 | 1 | 5 | 550 | 586 | -36 | 7    |

#### Gruppo D
|    | Squadra                       | G | V | P | PF  | PS  | Dif | P.ti |
| -- | ----------------------------- | - | - | - | --- | --- | --- | ---- |
| 1. | Šibenka                       | 6 | 5 | 1 | 560 | 518 | +42 | 11   |
| 2. | EB Orthez                     | 6 | 5 | 1 | 540 | 499 | +41 | 11   |
| 3. | Arrigoni AMG Sebastiani Rieti | 6 | 2 | 4 | 514 | 514 | 0   | 8    |
| 4. | Bayreuth                      | 6 | 0 | 6 | 437 | 520 | -83 | 6    |

### Semifinali
| Team #1      | Agg.      | Team #2     | Andata | Ritorno |
| ------------ | --------- | ----------- | ------ | ------- |
| Zadar        | 147 - 159 | Šibenka     | 78-70  | 69-89   |
| Dinamo Mosca | 172 - 178 | CSP Limoges | 93-86  | 79-92   |

### Finale
| Team #1     | Ris.    | Team #2 |
| ----------- | ------- | ------- |
| CSP Limoges | 94 - 86 | Šibenka |

| Coppa Korać 1982-1983 |
| --------------------- |
| CSP Limoges 2º titolo |

## Formazione vincitrice
| N° | Naz.                   | Ruolo | Sportivo            |  | Alt. |  |
| -- | ---------------------- | ----- | ------------------- |  | ---- |  |
| 5  | Francia (bandiera)     | P     | Jean-Michel Sénégal |  |      |  |
| 6  | Stati Uniti (bandiera) | AG    | Glenn Mosley        |  |      |  |
| 7  | Francia (bandiera)     | G     | Richard Dacoury     |  |      |  |
| 8  | Stati Uniti (bandiera) | G     | Ed Murphy           |  |      |  |
| 9  | Francia (bandiera)     | A     | Didier Dobbles      |  |      |  |
| 10 | Francia (bandiera)     | C     | Apollo Faye         |  |      |  |
| 11 | Senegal (bandiera)     | P     | Mathieu Faye        |  |      |  |
| 13 | Francia (bandiera)     | A     | Didier Rose         |  |      |  |
| 13 | Francia (bandiera)     | P     | Éric Narbonne       |  |      |  |
| 15 | Francia (bandiera)     | AG    | Jean-Luc Deganis    |  |      |  |
|    | Francia (bandiera)     | AP    | Hugues Occansey     |  |      |  |
|    | Francia (bandiera)     | G     | Olivier Garry       |  |      |  |
|    | Francia (bandiera)     | All.  | André Buffière      |  |      |  |